# Južnaja
Južnaja (in russo:Южная) è una stazione della metropolitana di Mosca situata sulla Linea Serpuchovsko-Timirjazevskaja, la linea 9 della Metropolitana di Mosca. è stata inaugurata l'8 novembre 1983.